# Wakcynologia
Wakcynologia – to dziedzina medycyny zajmująca się szczepieniami ochronnymi, zarówno w fazie badań naukowych nad opracowaniem nowych szczepionek, jak i ich późniejszym stosowaniem. Jest nową gałęzią medycyny, która wyodrębniła się z chorób zakaźnych (Polskie Towarzystwo Wakcynologii zostało powołane w 2001).